# 古橋村
古橋村（ふるはしむら）は、かつて岐阜県本巣郡に存在した村である。
現在の瑞穂市の旧・巣南町南部（古橋）に該当する。
古橋村発足時は大野郡の村であったが、大野郡の分割により本巣郡の村となっている。

## 歴史
- 江戸時代、この地域は大野郡であり、天領（古橋村）、尾張藩の旗本西尾氏領（北脇村・堤村）であった。
- 1875年（明治8年）6月 - 古橋村、北脇村、堤村が合併し、古橋村になる。
- 1889年（明治22年）7月1日 - 町村制により古橋村が発足。
- 1897年（明治30年）4月1日[2] - 大野郡が分割されて、揖斐郡と本巣郡の一部となる。この地域は本巣郡となる。
- 1897年（明治30年）4月1日 - 宝江村、横屋村、中宮村、呂久村と合併し、鷺田村発足。同日古橋村は廃止となる。